# Kameleoon
 (avril 2020).
Si vous disposez d'ouvrages ou d'articles de référence ou si vous connaissez des sites web de qualité traitant du thème abordé ici, merci de compléter l'article en donnant les références utiles à sa vérifiabilité et en les liant à la section « Notes et références ».
Kameleoon est une plateforme SaaS de personnalisation IA et d’A/B testing destinée aux directions produits et aux équipes marketing qui souhaitent personnaliser le parcours client pour maximiser l’engagement, la conversion et les revenus en ligne.

## Histoire
Kameleoon a été fondée en 2012 par Jean-Noël Rivasseau. La société développe initialement une solution d’A/B testing, puis s’enrichit progressivement jusqu’à devenir une plateforme de personnalisation web globale, ayant pour but d’optimiser la conversion en ligne. 
En 2014, l’entreprise se structure avec l’arrivée de Jean-René Boidron (business angel historique) qui s’associe au projet en tant que Président. Cette même année, Kameleoon fait le virage de l'Intelligence Artificielle et investit massivement en R&D pour exploiter le potentiel du machine learning dans la mesure temps réel de l'intention d'achat et de la conversion des visiteurs[réf. nécessaire].
La société a traditionnellement une empreinte forte en Allemagne et en France, où elle est leader de son marché. Elle s’étend actuellement au Royaume Uni et en Scandinavie. 
Kameleoon dispose de bureaux à Paris, Londres, Berlin, Offenburg, Milan, Moscou et embauche plus de 150 personnes en Europe (2019)[réf. nécessaire].

## Fonctionnalités
Grâce à des fonctionnalités comme l’A/B testing, la segmentation, le ciblage prédictif basé sur l’Intelligence Artificielle et la mesure en temps réel de l’intention de conversion, la plateforme permet d’adapter messages, contenus, navigation et offres sur l’ensemble des canaux.

La dernière innovation majeure de la société, Kameleoon Predict (2018), permet de mesurer l’intention d’achat de chaque visiteur en temps réel, grâce au ciblage prédictif et à l’IA, afin d’individualiser leur expérience digitale.
La solution s’intègre à de nombreux outils data, analytics et marketing : Content Square, AT Internet, Google Analytics, Salesforce, etc.

## Financement
2012 : levée de fonds de 400 000€ levés auprès de Business Angels en juin 2012, dont l’actuel Président, Jean-René Boidron.[réf. souhaitée]
2019 : levée de fonds de 5 millions d'euros réalisée auprès d’Odyssée Venture et de SGPA, investisseurs historiques.

## Concurrents
- Adobe Target
- Dynamic Yield
- AB Tasty
- Monetate
- Optimizely
- Oracle Maxymiser
- VWO